# Bangkok Tennis Classic 1982
Il Bangkok Tennis Classic 1982 è stato un torneo di tennis giocato sul sintetico indoor. È stata la 3ª edizione del Bangkok Tennis Classic, che fa parte del Volvo Grand Prix 1982. Il torneo si è giocato a Bangkok in Thailandia, dal 15 al 21 novembre 1982.

## Campioni

### Singolare maschile
Mike Bauer ha battuto in finale  Jim Gurfein con il punteggio di 6–1, 6–2

### Doppio maschile
Mike Bauer /  John Benson hanno battuto in finale  Charles Buzz Strode /  Morris Skip Strode con il punteggio di 7–5, 3–6, 6–3